# Mont Chauve (Alpes-Maritimes)
Pour les articles homonymes, voir Mont Chauve (homonymie).
Le mont Chauve est un sommet double du département français des Alpes-Maritimes constitué du :
- mont Chauve d'Aspremont, culminant à 870 m d'altitude ;
- mont Chauve de Tourrette, d'altitude plus faible (784 m).

## Toponymie
L'adjectif « chauve » ne décrirait pas l'aspect aride de ce sommet, mais viendrait d'un toponyme propre au val de Tourette : initialement moun cau au Moyen Âge, se transformant en moncaul au XVIIe siècle, pour devenir « mont Chauve » par la suite (probablement une erreur de traduction des cartographes français),.

## Géographie
Le mont Chauve est un sommet du Moyen-Pays niçois. Il est situé à 6 km au nord de la ville de Nice et à 2 km au sud-est du village d'Aspremont.

## Histoire
Le sommet du mont Chauve est occupé par un ouvrage militaire, le fort du Mont-Chauve, faisant partie du système Séré de Rivières. Le mont Chauve a été peint par Henri-Matisse, en 1918.